# یومی کاوای
یومی کاوای (انگلیسی: Yuumi Kawai؛ زادهٔ ۱۹ دسامبر ۲۰۰۰) بازیگر اهل ژاپن است.